# Juan Martínez Villergas

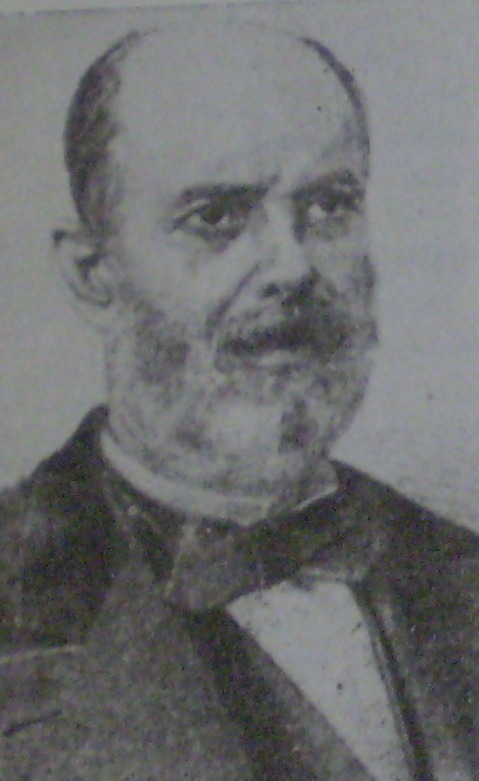
Juan Martínez Villergas.

Juan Martínez Villergas, född 1817 i Medina del Campo, Valladolid, död 1894 i Zamora, var en spansk skald.
Martínez Villergas var på sin tid en mycket populär sedeskildrare och utgivare av mycket spridda tidskrifter, såsom "El tío Camorra", "Jeremías" och "El moro Muza", där han satiriskt gisslade politiska personligheter. Under en tid var han även professor i matematik i Havanna. Martínez Villergas diktade i spansk klassisk anda, företrädesvis behandlande politiska ämnen, såsom i El domine Lucas, Poesías satíricas, La vida en el chaleco, Poesías jocosas y satíricas. Av arbeten på prosa kan nämnas Los misterios de Madrid, miscelánea de costumbres buenas y malas (3 band, 1844) och Los politicos en carnisa, historia de muchas historias (3 band, 1845-47), liksom en bok om samtida spanska skalder, Poetas españoles contemporáneos (1854).